# Разгон янычарского корпуса

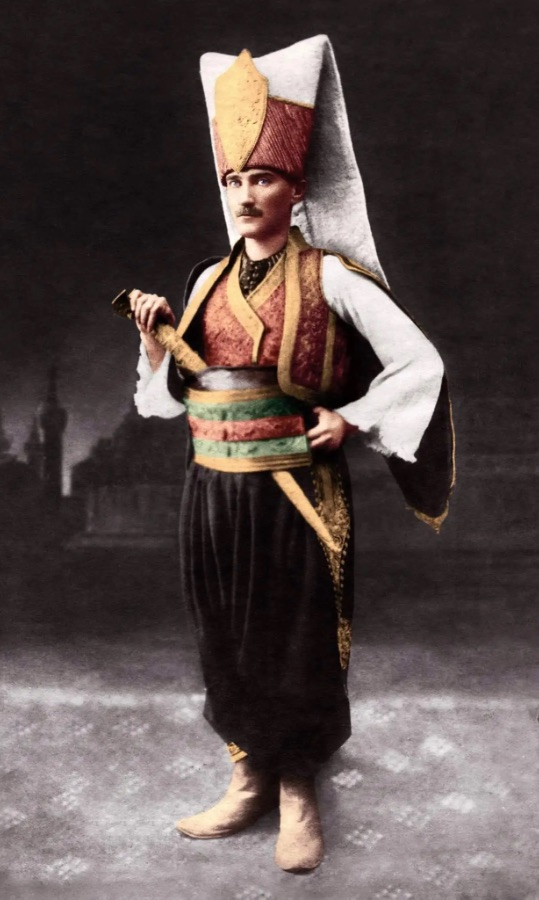
Ататюрк в Софии в качестве военного атташе в форме ямака — за год до того, как он выиграл битву при Галлиполи.

Разгон янычарского корпуса (осман. واقعة خيرية‎ / Vaka-i Hayriye, дословно «счастливое событие») — ликвидация янычарского корпуса, проведённая в июне 1826 года османским султаном Махмудом II.

## Предыстория
К началу XVII века корпус янычаров утратил военное значение и перестал быть элитным родом войск. Многие янычары уже не являлись профессиональными воинами, — они стали заниматься торговлей и ремеслом, обзавелись семьями. Корпус в целом занимался вымоганием денег у государства и вмешивался в политику, способствуя упадку Османской империи — в результате янычарских бунтов были свергнуты или убиты несколько Османских падишахов. К 1826 году ненависть к янычарам распространилась по всей империи.

## Разгон корпуса
Видя, что султан Махмуд II формирует новую армию и нанимает европейских артиллеристов, столичные янычары подняли бунт, но были вытеснены в казармы в Стамбуле и Салониках. В ходе дальнейших боёв казармы янычаров в Атмейданы и Аксарае были подожжены огнём артиллерии, что привело к тяжёлым потерям среди янычар.
Зачинщики бунта были казнены, их имущество конфисковано падишахом, а молодые янычары изгнаны или арестованы. Это, а также понесённые в ходе боёв потери, привели к упадку корпуса. Суфийский орден бекташи — ядро организации янычар — был распущен, а многие его последователи казнены или изгнаны. Уцелевшие янычары занялись ремеслом и торговлей.
Для замены янычар в качестве охраны султана Махмуд II создал новый современный корпус — «Победоносную армию Мухаммеда» (тур. Asakir-i Mansure-i Muhammediye).

## Последствия
Потеря янычарами привилегированного статуса крайне негативно отразилась на положении новообращённых мусульман на Балканах и послужила причиной массовых восстаний и вооружённых столкновений между христианами и мусульманами в Румелии, особенно в Боснии и Албании. Начался быстрый упадок значения Османской империи в Европе.
Сразу после роспуска янычар Махмуд II распорядился, чтобы придворный летописец Мехмет Эсад-эфенди (ок. 1789—1848) составил официальную версию событий, Усс-и Зафер (тур. Üss-i Zafer, Фундамент победы). Книга была издана в 1828 году в Стамбуле и послужила основным источником других османских публикаций об этом периоде.